# Anabarhynchus flaviventris
Anabarhynchus flaviventris är en tvåvingeart som beskrevs av Lyneborg 1992. Anabarhynchus flaviventris ingår i släktet Anabarhynchus och familjen stilettflugor. Inga underarter finns listade i Catalogue of Life.